# 岡山県道・鳥取県道113号上徳山俣野江府線
岡山県道・鳥取県道113号上徳山俣野江府線（おかやまけんどう・とっとりけんどう113ごう かみとくやままたのこうふせん）は、岡山県真庭市から鳥取県日野郡江府町に至る一般県道である。

## 概要
岡山県真庭市蒜山上徳山から鳥取県日野郡江府町大字武庫に至る。

### 路線データ
- 起点：岡山県真庭市蒜山上徳山（岡山県道58号北房川上線交点）
- 終点：鳥取県日野郡江府町大字武庫（国道181号交点）
- 総延長：4.5 km
- 未開通区間：岡山県真庭市蒜山上徳山 - 鳥取県日野郡江府町大字俣野

## 路線状況

### 道路施設

#### トンネル
- 鳥取県
  - 俣野川トンネル：延長188 m、1981年（昭和56年）竣工、日野郡江府町

## 地理

### 通過する自治体
- 岡山県
  - 真庭市
- 鳥取県
  - 日野郡江府町

### 交差する道路
| 交差する道路             | 都道府県名 | 市町村名 | 市町村名 | 交差する場所 | 交差する場所 |
| ------------------------ | ---------- | -------- | -------- | ------------ | ------------ |
| 岡山県道58号北房川上線   | 岡山県     | 真庭市   | 真庭市   | 蒜山上徳山   | 起点         |
| 未開通区間               |            |          |          |              |              |
| 大山広域農道             | 鳥取県     | 日野郡   | 江府町   | 大字俣野     |              |
| 国道181号 国道183号 重複 | 鳥取県     | 日野郡   | 江府町   | 大字武庫     | 武庫交差点   |
| 国道181号 国道183号 重複 | 鳥取県     | 日野郡   | 江府町   | 大字武庫     | 終点         |

### 交差する鉄道
- 伯備線

### 沿線
- 俣野川ダム（猿飛湖）
- JR西日本伯備線 武庫駅